# 大新镇 (扶沟县)
大新镇，是中华人民共和国河南省周口市扶沟县下辖的一个乡镇级行政单位。

## 行政区划
大新镇下辖以下地区：
新南村、新北村、许楼村、祝家村、洼刘村、刘方宇村、寺后刘村、瓦屋村、姜老村、姜绍业村、陈堂村、姜郭庄村、河业刘村、百党岗村、寺岗村、坡贾村、郑营村、陈楼村、小庄村、杨庄村、霍堂村和轩西岭村。